# A Message to You Rudy
Singles de Dandy Livingstone
One Scotch, One Bourbon, One Beer
(1967) Somewhere My Love
(1967)
A Message to You Rudy est une chanson rocksteady du chanteur jamaïcain Dandy Livingstone en 1967. Intitulée à l'origine « Rudy, a Message to You », la chanson connaît ensuite un succès plus large lorsqu'en 1979, une reprise du groupe The Specials atteint la 10e place des charts britanniques.

## Composition et enregistrement
Le « Rudy » à qui s'adresse les paroles est un diminutif de Rude Boy, un terme argotique qui désigne un jeune délinquant en Jamaïque. La chanson est un avertissement simple les exhortant à changer d'attitude pour ne pas finir en prison.
Dandy Livingstone a l'idée de la chanson en 10 minutes environ et l'enregistre un ou deux jours plus tard, en une vingtaine de minutes, au Maximum Sounds Studio sur Old Kent Road à Londres, avec l'ingénieur du son Vic Keary. Livingstone déclare qu'il « avait un très gros rhume » le jour de l'enregistrement et il lui a donc été suggéré d'enregistrer la chanson en tant que « guide vocal », puis de refaire la voix un autre jour. Cependant, tout le monde aime la prestation de Livingstone, alors il ne prend pas la peine de revenir chanter dessus. Pendant l'enregistrement, Livingstone souhaite ajouter un trombone au morceau, donc environ une semaine après la session d'enregistrement, il demande au tromboniste Rico Rodriguez de jouer la mélodie d'introduction. Dans le même temps, il fait jouer le même riff d'intro par un saxophoniste ténor appelé Pepsi,,.

## Parution et réception
Rudy a Message to You obtient un certain succès commercial, se vendant à 30 000 exemplaires. Il culmine également à la 9e place du palmarès des meilleurs singles R&B du journal Record Mirror en août 1967, dans lequel il est répertorié sous le titre de Rudie Take a Message.
Livingstone remarque qu'en 1969, il existe trois reprises de Rudy a Message to You, dont la première est interprétée par le groupe britannique The Locomotive. Il ne découvre la version des Specials qu'après avoir vu leur performance dans l'émission Top of the Pops, après quoi il se renseigne sur la publication. Il découvre que Carlin Music en est l'éditeur et qu'ils avaient tenté de savoir où se trouvait Livingstone. Livingstone est également contacté par Eddy Grant qui veut être l'éditeur de la chanson, lui offrant 250 £ d'avance. Cependant, Livingstone décline l'offre et signe avec Carlin,.
Après le succès de la version des Specials, la version de Livingstone est rééditée en décembre 1979 sur Trojan Records, avec la chanson remixée par Clem Bushay.

## Version des Specials
Singles de The Specials
Gangsters
(1979) Too Much Too Young
(1980)
Pistes de Specials
Do the Dog
(2)
La version enregistrée par The Specials comporte également une partie de trombone de Rico Rodriguez et Dick Cuthell joue du bugle. Terry Hall et Neville Staple assurent les voix principales. L'enregistrement est produit par Elvis Costello. La chanson incarne l'approche minimaliste du mouvement punk, et les progressions musicales simples et répétitives renforcent cette connexion.
A Message to You Rudy est le 2e single du groupe, mais le premier publié sous le nom « The Specials » (featuring Rico), le précédent, Gangsters, étant crédité à « The Special AKA ». Le disque parait en octobre 1979, parallèlement à la sortie de Specials, leur premier album.
Sa parution dans l'Angleterre de la fin des années 1970 gouvernée par Margaret Thatcher a autant de sens que dans la Jamaïque des années 1960. Cette chanson est un appel à la jeunesse en colère à se calmer et ne pas sombrer dans la violence.

### Classement dans les charts
| Palmarès (1979–80)                       | Meilleure place |
| ---------------------------------------- | --------------- |
| Australie - Kent Music Report            | 29              |
| Autriche - Ö3 Austria Top 40             | 7               |
| Belgique - Ultratop 50 Singles (Flandre) | 24              |
| Irlande - Irish Singles Chart            | 19              |
| Nouvelle-Zélande - Recorded Music NZ     | 29              |
| Pays-Bas - Nederlandse Top 40            | 22              |
| Pays-Bas - Single Top 100                | 35              |
| Royaume-Uni - UK Singles Chart           | 10              |

## Autres versions
Plusieurs artistes ont enregistré des reprises de cette chanson, avec parfois un titre différent,.
- 1967 : The Locomotive (Rudy - A Message to You), en face B du single Broken Heart.
- 1979 : The Specials featuring Rico (A Message to You Rudy).
- 1980 : Judge Dread [Rudy (A Message to You)], sur son album Reggae & Ska.
- 1983 : le groupe argentin Los Fabulosos Cadillacs [Rudy (Mensaje para Vos)], en espagnol.
- 1989 : Barenaked Ladies (Rudy a Message to You), sur l'album Buck Naked.
- 1998 : Les Éjectés (Rudy a Message to You), sur 007 - Seven Covers for Seven Issues.
- 2002 : Antidoping (Rudy), sur Fuera el ejército de Chiapas.
- 2003 : Joe Strummer & The Mescaleros (Rudi, A Message to You), en face B du single Coma Girl.
- 2004 : Hair Stylistics, version instrumentale sur la compilation Fine Time - A Tribute to New Wave.
- 2006 : Grant Phabao and Carlton Livingston feat. Lone Ranger [(A Message to You) Rudie)], sur Bridge of Life.
- 2023 : Lou Deprijck (Rudy, a message to you), enregistré à une date indéterminée, inclus dans la double compilation de versions et covers inédits "Lost Tapes".

La chanson Ska Sucks de Propagandhi en 1993 est basée sur A Message to You Rudy, dont elle reprend d’ailleurs le refrain. En 2015, le groupe Big D and the Kids Table réalise un mashup des deux chansons sur l'album A Fat Comp - A Fan-Made Tribute to Fat Wreck Chords.
A Message to You Rudy est aussi interprétée en concert par des artistes tels que The Pogues (en 1988), Billy Bragg (1992), Crowded House (1996), Amy Winehouse (2008), Pete Doherty (2016) ou le New York Ska-Jazz Ensemble (2018, 2019).

## Utilisation dans les médias
On peut entendre la version des Specials dans différents films ou séries télévisées, parmi lesquels 
Tueurs à gages (1997), La nuit nous appartient (2007), Maggie a un plan (2015) ou Spider-Man: Far From Home (2019).
On trouve aussi cette version dans deux spots publicitaires, pour SFR en 2000 (avec  Marcel Desailly) et pour la Fiat Doblo en 2010.
La reprise enregistrée par Grant Phabao et Carlton Livingston est dans le film Chef de Jon Favreau (2014).